# Yoann Court
Yoann Court (Carpentras, 14 gennaio 1990) è un calciatore francese, centrocampista dell'IMT Belgrado.

## Caratteristiche tecniche
È un esterno sinistro che può giocare anche da mezzala.

## Palmarès

### Club

#### Competizioni nazionali
- Ligue 2: 1

Troyes: 2014-2015